# 福富節男
福富 節男（ふくとみ せつお、1919年10月31日 - 2017年12月18日）は、日本の数学者・社会運動家。元東京農工大学教授。専攻は、位相幾何学。

## 人物
1919年、樺太に生まれる。第一高等学校理科を卒業後、東京帝国大学理学部数学科に進学。卒業間際に、1942年9月、樺太の砲兵連隊へ入営。1943年から陸軍特殊情報部で暗号解読作業に従事する。マニラに派遣された際、太平洋戦争におけるフィリピン戦線のさなか、ルソン島を逃げ回り、辛うじて生還。1945年、東京大学に戻り、助手として数学研究に従事する。「日本数学会」の設立にも参加し、岩波書店の『数学辞典』の編集に携わる。
1962年11月、日本大学文理学部数学科助教授であった福富節男ら四人は、秋葉安太郎学部長から、「日大の思想にあわぬ」との理由で、辞職を迫られる。これは、教授陣の増員を伴わない学科増設に反対していた教官らへの嫌がらせだとされる。（日大数学科事件）
1963年、東京農工大学教授となる。また、定年後に代々木ゼミナールで、数学の講義を行うなどした。
1965年2月7日、アメリカがベトナムに爆撃を開始。世界中の反戦活動家・市民活動家がアメリカのベトナム戦争介入に反対の意思表示をする中で、1965年10月世界各地の数学者らとともに「ベトナム問題に関する数学者懇談会」を結成。「ベトナムに平和を!市民連合（ベ平連）」に積極的に参加し、特にデモにこだわったことから「デモ男」と呼称された。デモの際、警察の乱暴な所持品検査に強く抗議した話が語り継がれている。また、アメリカ脱走兵士支援活動にも関わった。1974年1月のベ平連解散後も、「日本はこれでいいのか市民連合」や「市民の意見30の会」で活躍する。ピースボートには、水先案内人として乗船していた。「九条科学者の会」呼びかけ人を務めた。2007年8月4日、小田実の葬儀の追悼デモのデモ責任者となる。
2017年12月18日に逝去。

## 著書
- 『デモと自由と好奇心と』第三書館、1991年。ISBN 978-4807491223